# Linsey Marr
Linsey Chen Marr es una científica estadounidense, profesora "Charles P. Lunsford" de ingeniería civil y ambiental en Virginia Tech. Su investigación considera la interacción de nanomateriales y virus con la atmósfera. Durante la pandemia de COVID-19, Marr estudió cómo el SARS-CoV-2 y otros patógenos transmitidos por el aire podrían transportarse en el ambiente.

## Primeros años y educación
Estudió Ingeniería en la Universidad de Harvard y se graduó summa cum laude en 1996. Durante su licenciatura, desarrolló una lámpara de bajo consumo. Se mudó a la Universidad de California, Berkeley para sus estudios de posgrado, donde trabajó en el departamento de ingeniería ambiental. Su investigación doctoral consideró cómo los niveles de ozono se vieron afectados por el transporte, la población y el desarrollo industrial. Marr se unió al Instituto de Tecnología de Massachusetts como investigadora postdoctoral, donde trabajó junto a Mario Molina. En el MIT, recopiló datos para comprender mejor la contaminación en México y se unió a una campaña de medición a bordo de un laboratorio científico móvil. Como parte de la campaña, Marr trató de localizar a los contaminadores más importantes de México, siguiendo a los taxistas mientras recorrían la Ciudad de México. La investigación informó la política ambiental en México y se propuso como un medio para proteger a los habitantes de otras megaciudades sobrecontaminadas.

## Investigación y carrera
Marr se unió a la facultad de Virginia Tech en 2003, donde estableció su propio grupo de investigación que se enfoca en cómo los nanomateriales artificiales interactúan con la atmósfera. Marr demostró que cuando se liberan al aire, los nanomateriales diseñados pueden agregarse con otra materia para formar estructuras de varios tamaños (en las escalas de longitud nm y μm).
Más allá de los nanomateriales, Marr ha considerado cómo los patógenos transportados por el aire contaminan la atmósfera. Para Marr, los patógenos transportados por el aire son conjuntos de nanopartículas que se auto-replican. En 2013 recibió un premio de Innovador Nuevo de los Institutos Nacionales de Salud (NIH) por estudiar la transmisión de virus por bioaerosoles. Su investigación inicial consideró la propagación de la influenza, observando la concentración viral en el aire de los aviones y los centros de juego. Mostró que fue en las guarderías donde la carga viral de influenza era más alta y la más baja en los hospitales. En un intento por comprender estos hallazgos, Marr ha estudiado el microbioma viral y bacteriano en diferentes entornos. Marr ha demostrado que los virus son más activos en humedades muy altas (> 98%) y relativamente bajas (<50%). En un esfuerzo por establecer la dinámica de estos patógenos, Marr ha desarrollado sensores sensibles de múltiples capas. Los sensores incluyen un ADN personalizado que ha sido diseñado para inmovilizar virus específicos, que posteriormente se unen a otra hebra de ADN que se puede unir a una nanopartícula de oro para la detección viral mediante espectroscopía Raman.
Junto con la transmisión de virus y las interacciones entre nanomateriales y atmósfera, Marr ha investigado las emisiones y el transporte de contaminantes atmosféricos. Fue nombrada Profesora Charles P. Lunsford de Ingeniería Civil y Ambiental en 2018.

### COVID-19
Durante la pandemia de COVID-19, Marr estudió la transmisión de enfermedades transmitidas por el aire del SARS-CoV-2. Ella creía que el virus podría transmitirse mediante la inhalación de aire contaminado con aerosoles del SARS-CoV-2. Durante la pandemia, Marr brindó consejos al público en general sobre la transmisión de virus en el aire y cómo interactuaban y sobrevivían en las superficies. Marr dijo que estaba preocupada por la transmisión del virus en los ascensores, porque tienen poca ventilación mecánica y son un espacio confinado en el que el virus puede propagarse. Después de que la coral del condado de Skagit provocó que el 75% de los miembros del coro se enfermaran con la enfermedad del coronavirus, Marr le dijo a Los Angeles Times que el evento debería ser una "llamada de atención" para los miembros del público que pensaban que distanciamiento social era excesivo. En cuanto a otros mecanismos por los cuales el virus se puede propagar, Marr ha señalado que no existe una distancia "segura" para mantenerse el uno del otro. Dijo que las personas infectadas que corren pueden liberar más virus al aire que los caminantes, porque respirarían con más dificultad, pero también crearían una corriente de aire más turbulenta a su alrededor, lo que podría actuar para diluir la carga viral. Ella recomendó que los corredores se mantengan al menos a diez pies de distancia de otros miembros del público. A principios de abril de 2020, Marr dijo a Chemical & Engineering News que creía que se deberían usar máscaras faciales para evitar la propagación del virus. Marr predijo que la transmisión viral podría disminuir levemente durante el verano, pero que la diferencia no sería particularmente significativa ya que las personas pasan más tiempo en habitaciones con aire acondicionado.
Marr había dudado durante mucho tiempo de la precisión del consejo de la Organización Mundial de la Salud sobre la transmisión de virus por aerosoles, es decir, que la línea entre las gotas y los aerosoles debería trazarse en 5 micrones, comentando "La física es incorrecta" y afirmando que las partículas mayores de 5 micrones podrían mantenerse a flote y comportarse como aerosoles, dependiendo de la humedad, el calor y la velocidad del aire. En 2010 instaló muestreadores de aire en guarderías y aviones y encontró virus de la gripe en el aire, en pequeñas partículas que habían permanecido en el aire durante horas.
En enero de 2020, Marr revisó un artículo de investigación de Yuguo Li que descubrió que el límite de 5 micrones establecido desde hace mucho tiempo era falaz y que la mayoría de la gripe, los resfriados y otras enfermedades respiratorias se propagan a través de aerosoles y no de gotitas. Ella escribió sobre ello: "Este trabajo es muy importante para desafiar el dogma existente sobre cómo se transmiten las enfermedades infecciosas en gotitas y aerosoles". En octubre de 2020, Marr fue co-firmante de una carta en Science instando a los epidemiólogos a abandonar el umbral de 5 micrones.
Marr fue coautora de "¿Cómo llegamos aquí: qué son las gotas y los aerosoles y hasta dónde llegan? Una perspectiva histórica sobre la transmisión de enfermedades respiratorias infecciosas", publicado el 28 de abril de 2021. Ella, Li y otros dos científicos de aerosoles publicaron un editorial en The BMJ bajo el título "Covid-19 ha redefinido la transmisión aérea". El 30 de abril, la OMS cambió su consejo en línea sobre la transmisión del coronavirus, aceptando que se puede propagar tanto por aerosoles como por gotitas más grandes, y Zeynep Tufekci informó en The New York Times que una gran noticia había pasado casi desapercibida. Los Centros para el Control y la Prevención de Enfermedades también realizaron cambios en la guía de los CDC, colocando la inhalación de aerosoles en la parte superior de su lista de cómo se propaga Covid-19.

## Premios y honores
- Premio al nuevo innovador de los Institutos Nacionales de Salud de[6][26]
- 2014 Virginia Tech Dean's Award for Excellence in Research[27]
- Premio al Logro Científico y Tecnológico Nivel III de la Agencia de Protección Ambiental de los Estados Unidos 2016[cita requerida]
- Becario Fulbright 2017[28]
- Miembro elegido en 2018 de la Sociedad Internacional de Calidad del Aire Interior y Clima[29]
- Premio a la excelencia en la enseñanza de Virginia Tech 2019[30]
- 2020 Nombrado para la Junta de Ciencias Ambientales y Toxicología de las Academias Nacionales de Ciencias, Ingeniería y Medicina[31]

## Publicaciones seleccionadas
- Marr, Linsey C.; Kirchstetter, Thomas W.; Harley, Robert A.; Miguel, Antonio H.; Hering, Susanne V.; Hammond, S. Katharine (1999). «Characterization of Polycyclic Aromatic Hydrocarbons in Motor Vehicle Fuels and Exhaust Emissions». Environmental Science & Technology 33 (18): 3091-3099. Bibcode:1999EnST...33.3091M. ISSN 0013-936X. doi:10.1021/es981227l.[32]
- Wills, Zachary; Marr, Linsey; Zinn, Kai; Goodman, Corey S; Van Vactor, David (1999). «Profilin and the Abl Tyrosine Kinase Are Required for Motor Axon Outgrowth in the Drosophila Embryo». Neuron 22 (2): 291-299. ISSN 0896-6273. PMID 10069335. doi:10.1016/s0896-6273(00)81090-9.[33]
- Marr, Linsey C.; Harley, Robert A. (2002). «Spectral analysis of weekday–weekend differences in ambient ozone, nitrogen oxide, and non-methane hydrocarbon time series in California». Atmospheric Environment 36 (14): 2327-2335. Bibcode:2002AtmEn..36.2327M. ISSN 1352-2310. doi:10.1016/s1352-2310(02)00188-7.[34]
- Randall, Katherine; Ewing, E. Thomas; Marr, Linsey; Jiménez, José; y Bourouiba, L, "¿Cómo llegamos aquí: qué son las gotas y los aerosoles y hasta dónde llegan? Una perspectiva histórica sobre la transmisión de enfermedades infecciosas respiratorias" (15 de abril de 2021, publicado el 28 de abril de 2021) Disponible en SSRN : https://ssrn.com/abstract=3829873

En 2016, Marr fue nombrado miembro del consejo editorial de Environmental Science: Processes & Impacts.

## Vida personal
Marr tiene dos hijos. Ella es una triatleta ironman.